# Paradarisa
Paradarisa is een geslacht van vlinders van de familie spanners (Geometridae), uit de onderfamilie Ennominae.

## Soorten
- P. azyx Prout, 1927
- P. comparataria Walker, 1866
- P. consonaria

Vierkantspikkelspanner (Hübner, 1799)
- P. chloauges Prout, 1927
- P. heledaria Swinhoe, 1893
- P. lignicolor Warren, 1897